# 前582年
| 千纪： | 前1千纪 |
| 世纪： | 前7世纪 \| 前6世纪 \| 前5世纪 |
| 年代： | 前610年代 \| 前600年代 \| 前590年代 \| 前580年代 \| 前570年代 \| 前560年代 \| 前550年代                                                                                                |
| 年份： | 前587年 \| 前586年 \| 前585年 \| 前584年 \| 前583年 \| 前582年 \| 前581年 \| 前580年 \| 前579年 \| 前578年 \| 前577年                                                                  |
| 纪年： | 周简王四年 魯成公九年 齐顷公十七年 晉景公十八年 秦桓公二十二年 宋共公七年 楚共王九年 衛定公七年 陈成公十七年 蔡景侯十年 曹宣公十三年 郑成公三年 燕昭公五年 吴王寿梦四年 杞桓公五十五年 |

## 大事記
- 皮提亞運動會在德爾菲重新舉行，西库翁的克利斯提尼贏得了戰車競賽（英语：Chariot racing）。
- 地峽運動會創立。
- 在第二波希臘殖民潮中，西西里島的阿克拉加斯創立。
- 尼布甲尼撒二世推動第三次猶太人大驅逐，迫使他們從猶大遷至巴比倫囚禁。
- 齊頃公無野卒，子齊靈公環嗣位。

## 逝世
- 齊頃公